# 龍潭駅 (江原道)
龍潭駅（リョンダムえき、룡담역）は、朝鮮民主主義人民共和国（北朝鮮）江原道川内郡に位置する朝鮮民主主義人民共和国鉄道省江原線および川内線の駅である。

## 歴史
- 1927年6月10日：開業[1]。